# Lawrence Joseph Giacoletto
Lawrence Joseph Giacoletto (Clinton, 14 novembre 1916 – Okemos, 4 ottobre 2004) è stato un ingegnere elettrotecnico e inventore statunitense.
Era conosciuto tra l'altro per il suo lavoro nel campo della tecnologia dei circuiti dei semiconduttori, in particolare dall'eponimo circuito equivalente di Giacoletto per i transistors (noto anche come Hybrid-pi model).

## Vita
Giacoletto ha studiato dapprima presso il Rose-Hulman Institute of Technology a Terre Haute. Nel 1952 conseguì il dottorato in ingegneria elettrica alla University of Michigan.  Dopo il congedo dal servizio militare, nel 1946 Giacoletto iniziò a lavorare come ingegnere nella ricerca e sviluppo presso gli RCA Laboratories a Princeton, New Jersey. Nel 1956 entrò a far parte della Ford Motor Company a Dearborn, nel Michigan, dove lavorò come direttore dell'Electronics Department of Scientific Labs. In coincidenza con questo cambiamento, fondò la Cooperative Research Institute (CORES). Qui ha continuato la sua ricerca nel campo dell'elettronica del veicolo e sviluppato idee per migliorare una grande varietà di prodotti. Alla fine degli anni '50 ha lavorato anche nel campo di produzione casalinga di energia solare.

## Lavori
Ha lavorato allo sviluppo del sistema televisivo a colori RCA, sviluppato il circuito equivalente per transistor e inventato l'alternatore omopolare, un dispositivo in grado di convertire l'energia meccanica in energia elettrica.
È stato autore o co-autore dei seguenti libri:
- RCA Laboratories Transistor I Book. RCA Laboratories, 1956.
- Differential Amplifiers. New York, Wiley-Interscience, 1970, ISBN 0-471-29724-0.
- The Electronics Designers Handbook.  McGraw-Hill, 1977, ISBN 0-07-023149-4.

## Riconoscimenti
Giacoletto ha contribuito con il premio Fellow of the IEEE e Fellow dell'American Association for the Advancement of Science. È stato membro della American Physical Society e della Sigma Xi.
Nel 2011 è stato onorato dal Rose-Hulman Institute of Technology con la costituzione di una cattedra in ingegneria elettrica.